# USS Texas (1892)
El USS Texas fue el primer acorazado de la Armada de los Estados Unidos en ser dado de alta. Muy similar al USS Maine, participó en la batalla naval de Santiago de Cuba y fue el primer barco nombrado en honor del estado de Texas por ser construido por los Estados Unidos. Construido en reacción a la adquisición de buques de guerra blindados modernos por parte de varios países sudamericanos, el Texas tenía la intención de incorporar los últimos avances en tácticas y diseño navales. Esto incluye el montaje de su armamento principal en escalón para permitir disparos máximos al final y una superestructura fuertemente blindada para garantizar la fortaleza defensiva. Sin embargo, debido al estado de la industria de los Estados Unidos en ese momento, el tiempo de construcción del Texas fue prolongado, y para cuando se lo encargaron, ya estaba anticuado. Sin embargo, él y su gemelo, el USS Maine, fueron considerados avances en el diseño naval estadounidense.
El Texas desarrolló una reputación como un barco maldito o desafortunado tras varios accidentes al principio de su carrera que le ganaron el apodo de "Old Hoodoo". Estos percances incluyeron problemas durante la construcción, un encallamiento en Newport, Rhode Island e inundaciones poco después mientras estaban en el muelle de la ciudad de Nueva York. En el último, tocó fondo y la cubierta de cañones se inundó, ahogándose varios miembros de la tripulación. El Texas también sufrió daños significativos en su casco en un dique seco, después de haber sido reflotado. Su reputación mejoró con su servicio en la Guerra hispano-estadounidense, cuando bloqueó la costa de Cuba y luchó en la Batalla de Santiago de Cuba. Después de la guerra, el Texas regresó a su deber en tiempos de paz, interrumpido por varios reacondicionamientos. Se convirtió en el barco de estación en Charleston, Carolina del Sur, en 1908 y fue rebautizado como San Marcos en 1911 para permitir que su nombre fuera utilizado por un nuevo acorazado. El Texas fue utilizado como blanco de artillería ese mismo año y se hundió en aguas poco profundas en la bahía de Chesapeake. Fue utilizado como blanco de artillería durante la Segunda Guerra Mundial y finalmente fue demolido en 1959 porque sus restos fueron considerados un peligro para la navegación.

## Características

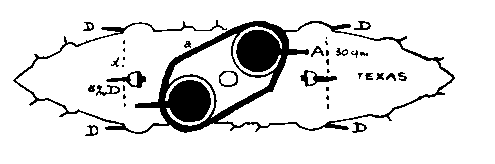
Diagrama del Texas en la edición de 1900 de Jane's Fighting Ships. La 'A' muestra los cañones principales y la 'D' muestra la ubicación de los cañones de seis pulgadas.

La entrega del acorazado brasileño Riachuelo en 1883, y la adquisición poco después de otros modernos buques blindados en Europa por parte de Brasil, Argentina y Chile alarmaron al gobierno de los Estados Unidos, ya que la marina brasileña se había convertido en la fuerza naval más poderosa del hemisferio occidental. El presidente del comité de asuntos navales, Hilary A. Herbert declaró en el congreso: «Si toda nuestra vieja armada fuera desplegada en mitad del océano para enfrentarse al Riachuelo es dudoso que algún buque lograra regresar a puerto». La Junta Asesora de la Armada, enfrentada a la posibilidad de blindados hostiles operando frente a la costa estadounidense, comenzó a planificar un dos buques para proteger sus costas en 1884. Ambos tenían que encajar dentro de los puertos existentes. Debían tener  poco calado para permitirles usar todos los principales puertos y bases estadounidenses. Debían tener una velocidad mínima de 17 nudos (31 km/h) y desplazar unas 6100 t. Ambos fueron optimizados para disparar desde el extremo y debían poder disparar a ambos costados de buques, por lo que usaban una disposición escalonada para permitirles disparar a través de la cubierta, al igual que los acorazados Riachuelo y Aquidabã. El primer buque, diseñado para cumplir la función tradicionalmente asignada a los cruceros en despliegues en el extranjero en sustitución de acorazados  y armado con cuatro cañones de 10 pulgadas (250 mm), se convirtió en el USS Maine. El otro, armado con dos cañones de 12 pulgadas (300 mm), se convirtió en el Texas. 
El Departamento de Marina realizó un concurso internacional de diseño para el Texas y el ganador fue la Naval Construction & Armaments Co. de Barrow-in-Furness, Inglaterra. El diseño ganador colocó la torreta delantera de Texas en el babor y su torreta de popa a estribor. La necesidad de un fuego a través de la cubierta hizo que la superestructura se separara en tres piezas para permitir que cada cañón disparase entre las secciones de la superestructura. Esto limitó significativamente la capacidad del arma de disparar al lado opuesto ya que la superestructura aún restringía el arco de fuego de cada cañón. Además, ni la cubierta ni la superestructura se reforzaron para resistir la onda expansiva, el vacío provocado por la succión de los proyectiles y el fogonazo de los disparos, como se demostró durante la Batalla de Santiago de Cuba cuando se dañó su cubierta de estribor. Incluso cinco años antes de que se completara el Texas, los efectos del estallido desde el final del fuego se consideraron prohibitivos y el montaje en serie de las armas principales fue abandonado en las marinas europeas. Esto hizo obsoleto el arreglo de armamentos del Texas. La entonces nueva Junta de Construcción consideró un rediseño completo que habría colocado las armas principales del Texas en la línea central, ya fuera en dos torretas simples o una torreta gemela, y eliminado el pesado reducto. Sin embargo, para entonces la construcción estaba demasiado avanzada para tal plan, y el Secretario de la Armada, Benjamin Tracy, limitó la Junta para detallar las mejoras.

### Características generales
El Texas tenía 94,1 m de eslora máxima. Tenía una manga de 19,5 m y un calado máximo de 7,5 m. Desplazaba 6416 t a plena carga según lo construido. Su casco tenía dos carboneras en compartimentos laterales a cada lado de sus espacios de máquinas, así como un mamparo estanco longitudinal central que separaba los motores y las calderas. Las inundaciones asimétricas de los compartimentos laterales constituían un grave peligro para su estabilidad. Su doble fondo protegía la mayor parte de su casco y se extendía por el costado hasta el borde inferior de la cubierta de la armadura. Tenía una altura metacéntrica de 80 cm y estaba equipada con un espolón de proa.

### Propulsión
La maquinaria del Texas fue construida por Richmond Locomotive y Machine Works de Richmond, Virginia. Tenía dos máquinas de vapor de triple expansión con una potencia total diseñada de 8610 caballos de fuerza indicados (6420 kW). Cada motor accionaba un eje con una hélice. Cuatro calderas marinas Scotch de dos extremos suministraban vapor a las máquinas a una presión de trabajo de 175 psi (12,3 kgf/cm²). En sus pruebas de mar alcanzó una velocidad de 17,8 nudos (33,0 km/h; 20,5 mph), excediendo la velocidad de su contrato de 17 nudos (31 km/h). Tenía una carga máxima de 796 t de carbón. Llevaba dos dínamos eléctricas Edison para alimentar sus reflectores y proporcionar iluminación interior.

### Armamento
El armamento principal del Texas consistía en dos cañones Mark I de 305 mm con cañas de 35 calibres, montados en torretas con motor único Mark 2 accionado hidráulicamente dentro de su reducto acorazado. Estos cañones tenían una elevación máxima de 15° y podían bajar a -5°. Disponía de ochenta proyectiles por cañón. Disparaban un proyectil de 394,6 kg a una velocidad de boca de 640 m/s a un alcance de aproximadamente 11 000 m a la máxima elevación. Los atacadores fijos estaban debajo y fuera de las torretas. Inicialmente, solo podían cargarse en una posición alineadas al eje del barco y a 0° de elevación, pero se modificaron para cargarse en todos los ángulos justo antes del comienzo de la Guerra hispano-estadounidense. Cuatro de las seis cañones de 152 mm se montaron en casamatas en el casco y las otras dos se montaron en la cubierta principal sobre afustes de pedestal descubiertos. Los dos cañones de la cubierta principal tenían cañas de 35 calibres de longitud, mientras que los cañones de las casamatas tenían cañas de 30 calibres de longitud. Faltan datos, pero probablemente podrían bajar a -7 ° y elevarse a + 12 °. Disparaban proyectiles que pesaban 47,6 kg con una velocidad de boca de unos 1950 pies/s (590 m/s). Tenían un alcance máximo de menos de 8200 m cuando disparaban a una elevación máxima.  
El armamento antitorpedero consistía en 12 cañones de seis libras de 57 mm (de tipo desconocido) en casamatas espaciadas a lo largo del casco. Disparaban un proyectil que pesaba 2,7 kg a una velocidad de boca de unos 538 m/s a una velocidad de 20 proyectiles por minuto. Su alcance era menos de 8000 m. Dos cañones rotativos Hotchkiss de cinco cañones de 37 mm cada uno se montaron en las superestructuras anteriores y posteriores. Además, se montaron dos cañones Driggs-Schroeder de 37 mm  en cada cofa de combate. Disparaban un proyectil que pesaba aproximadamente 0,50 kg a una velocidad de boca de unos 610 m/s a un alcance de aproximadamente 3500 m (3200 m). Tenían una cadencia de aproximadamente 30 disparos por minuto. 
El Texas llevaba cuatro tubos lanzatorpedos de 356 mm, todos sobre el agua. Un tubo a proa y a popa y otro en cada banda, hacia la parte posterior del casco. Inicialmente tenía la intención de llevar dos pequeñas lanchas torpederas de vapor, cada una armada con un cañón de una libra y un tubo lanzatorpedos, pero fueron canceladas después del pobre desempeño de la lancha construida para el Maine.

### Blindaje

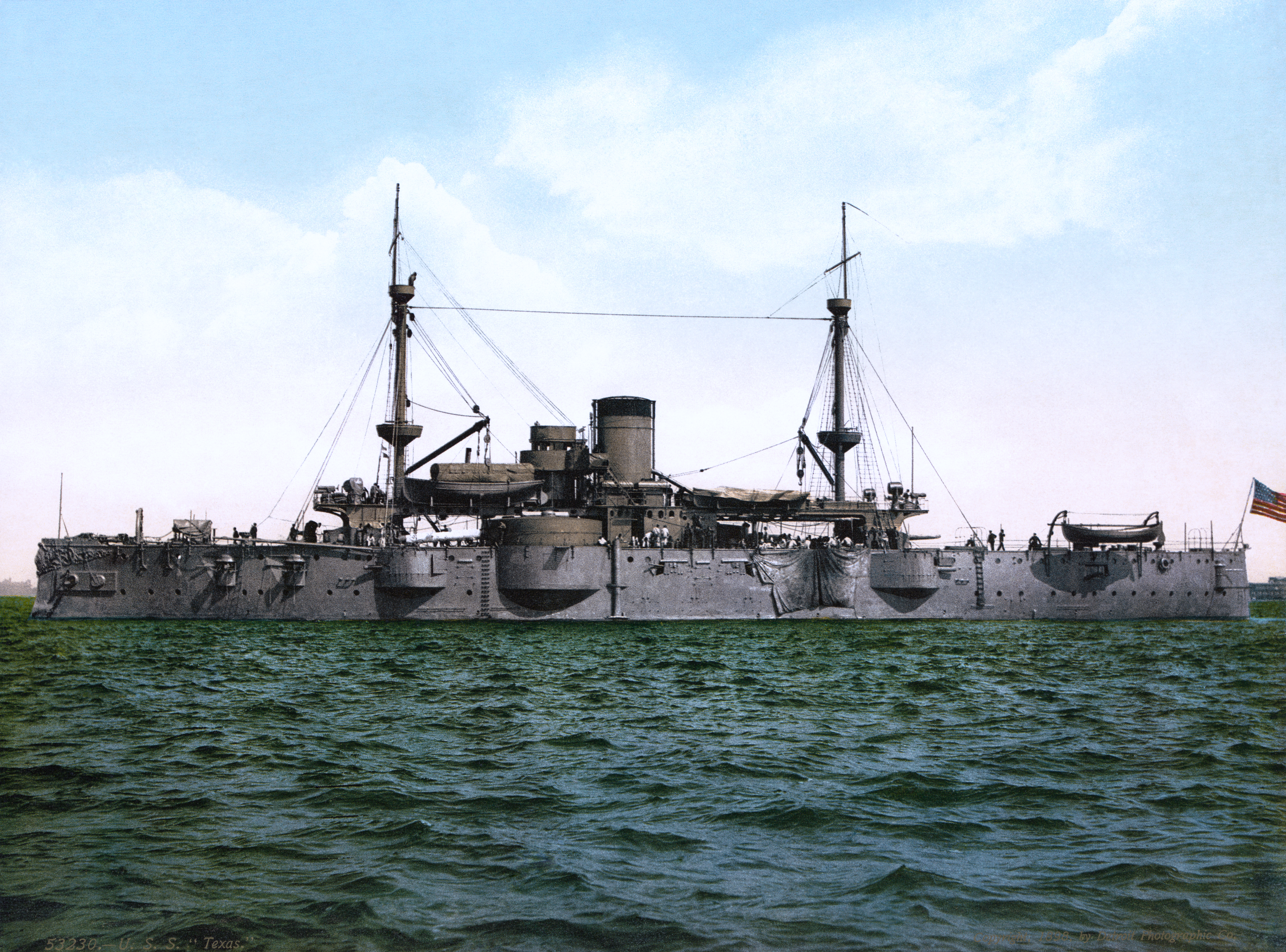
El Texas en 1898

El cinturón principal de la línea de flotación estaba hecho de blindaje Harvey, tenía un grosor máximo de 300 mm y se estrechaba hasta 150 mm en su borde inferior. Tenía 57,3 m de largo y cubría los espacios de maquinaria. Tenía 2,1 m de altura, de los cuales 0,9 m estaban por encima de la línea de flotación de diseño. Se inclinaba hacia dentro 5,2 m en cada extremo, adelgazándose 203 mm, para proporcionar protección contra el fuego de rastrillar. Se inclinaba hacia abajo para encontrarse con la parte superior de la cubierta protectora. Tenía 51 mm de espesor e inclinado hacia abajo en los extremos del barco. También se inclinó hacia abajo a los lados, pero su grosor aumentó a 76 mm. La ciudadela acorazada diagonal de 300 mm de espesor sobre la cubierta de cañones protegía la maquinaria de la torreta y los soportes de la torre de mando. 
La cubierta de arriba tenía dos pulgadas de grosor. Los lados de las torretas circulares tenían 300 mm de grosor y tenían techos de 25 mm de espesor. La torre de mando tenía paredes de 23 cm. Los polipastos con torreta, los tubos acústicos y los cables eléctricos estaban protegidos por tubos blindados. Los tubos hidráulicos laterales que corrían a lo largo de la parte inferior de la cubierta de cañones estaban inicialmente desprotegidos, pero se instalaron tubos blindados para protegerlos durante la remodelación de 1902 del Texas. A lo largo del centro de la nave, tenían una pulgada de grosor, pero aumentaban a dos pulgadas más cerca de los costados de la nave. No se instaló ningún blindaje ligero sobre el cinturón principal o en ninguno de los extremos de la nave. Esto hizo al Texas altamente vulnerable a los cañones de disparo rápido cuando disparaban proyectiles de alto poder explosivo. Esto no se consideró una amenaza significativa en el momento en que fue diseñado, pero lo sería en unos pocos años.

## Construcción

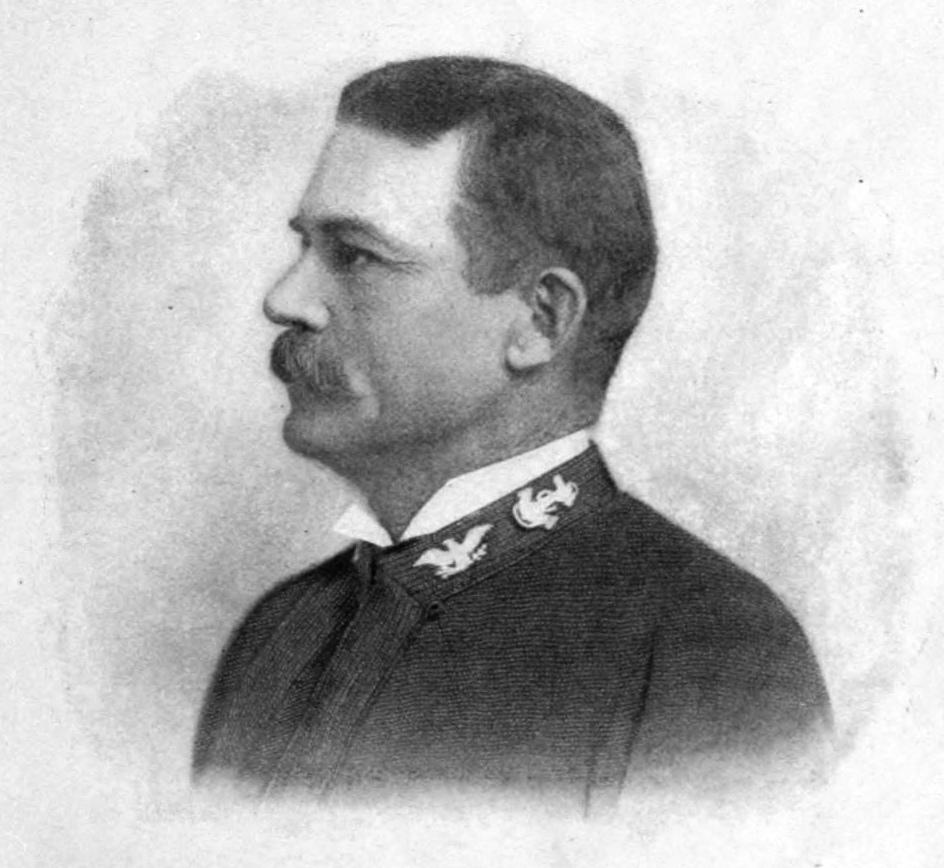
Almirante Henry Glass, primer comandante del Texas

El Texas fue autorizado por el Congreso de los Estados Unidos el 3 de agosto de 1886. El inicio de la construcción se retrasó por casi ocho meses por preocupaciones sobre su estabilidad y características generales. Su quilla fue puesta en grada el 1 de junio de 1889, en Portsmouth, Virginia, por el Norfolk Navy Yard. Fue botado el 28 de junio de 1892, amadrinado por la señorita Madge Houston Williams, nieta de Sam Houston; y entregado a la Armada el 15 de agosto de 1895, con el capitán Henry Glass al mando. 

## Servicios

### Primeros años
Cuando fue puesto en seco en el Navy Yard de Nueva York por primera vez después de sus pruebas, varios defectos estructurales salieron a la luz. Los suelos habían doblado sus soportes y el cemento cerca de la quilla se había roto. Sus soportes de piso fueron reforzados con hierro en ángulo de 4 in×4 in (10 cm×10 cm) y el blindaje reforzado fue reparado. Pero esto planteó problemas con respecto a su integridad estructural, por lo que se formó una Junta de Encuesta en enero de 1896 para evaluar su estado y sugerir mejoras. La Junta determinó que se necesitaba un mayor fortalecimiento de su casco, pero se desconocen las medidas exactas que se tomaron, aunque costarían $39 450 y tardarían 100 días hábiles. Sin embargo, la Junta deseaba saber qué efecto tendrían estos cambios en el calado, la estabilidad y la altura metacéntrica del Texas. La Junta recibió una respuesta el 4 de febrero que aumentaría su desplazamiento en 30,99 toneladas largas (31,49 t), profundizaría su calado en menos de 2 pulgadas (51 mm) y elevaría su altura metacéntrica en 2,76 pies (0,84 m). El barco encalló cerca de Newport, Rhode Island en septiembre de 1896. Se culpó al error del operador combinado con el fallo de la señal. Algunos oficiales, incluido el futuro gobernador de Guam Alfred Walton Hinds, fueron amonestados públicamente. Mientras se reparaban en Nueva York, el yugo que aseguraba la válvula de inyección principal en la sala de máquinas de estribor se rompió el 9 de noviembre de 1896. La presión del agua desajustó la válvula y permitió que el compartimento se inundara. Las fugas en las puertas herméticas, los tubos acústicos y los agujeros para los cables eléctricos en los mamparos permitieron que la inundación se extendiera a las otras salas de máquinas y calderas, a los depósitos de carbón contiguos a ellos, así como a la mayoría de las revistas y depósitos. El barco se asentó en el fondo, pero el agua era tan poco profunda como para ayudar a los esfuerzos de rescate. Para el día 11, la mayor parte del agua había sido bombeada, pero todavía estaba ingresando demasiada agua como para entrar al dique seco. Se tendría que haber retirado un estimado de 300 toneladas cortas (270 t) de carbón para aligerar lo suficiente al Texas como para ingresar al dique seco. Tras las reparaciones, el Texas fue asignado al Escuadrón del Atlántico Norte y patrullaba la costa este de los Estados Unidos. En febrero de 1897, abandonó el Atlántico para realizar un breve crucero a los puertos de Galveston, Texas y Nueva Orleans en la costa del Golfo. Llegó a Galveston, Texas, el 16 de febrero de 1897 y ancló en 6 brazas (36 pies) 11 m de agua. El piloto local le aseguró a su capitán que este era el mejor lugar de atraque en el puerto para un barco del tamaño del Texas. Pero una fuerte marea lo hizo girar sobre un banco de lodo y lo mantuvo allí. El Texas no fue capaz de alejarse, y ni la asistencia del barco de vapor Galveston surtió efecto alguno. Tarde al día siguiente fue arrastrada por el uso de su ancla de babor y un remolcador. Estos dos incidentes le dieron una reputación de ser un barco maldito o desafortunado y le valió el sobrenombre de "Old Hoodoo". [1] Regresó a la costa este en marzo de 1897 y permaneció allí hasta principios de 1898. Durante este período, sus tubos lanzatorpedos de proa y popa fueron retirados en junio de 1897 y se agregaron miras telescópicas adicionales a los techos de sus torretas entre el 14 de julio y el 12 de agosto. A comienzos de 1898, visitó Key West, Florida, y Dry Tortugas camino a Galveston para una visita de regreso, que realizó a mediados de febrero. Volviendo al Atlántico a través de Dry Tortugas en marzo, llegó a Hampton Roads el 24 de marzo y reasumió su deber con el Escuadrón del Atlántico Norte.

### Guerra hispano-estadounidense

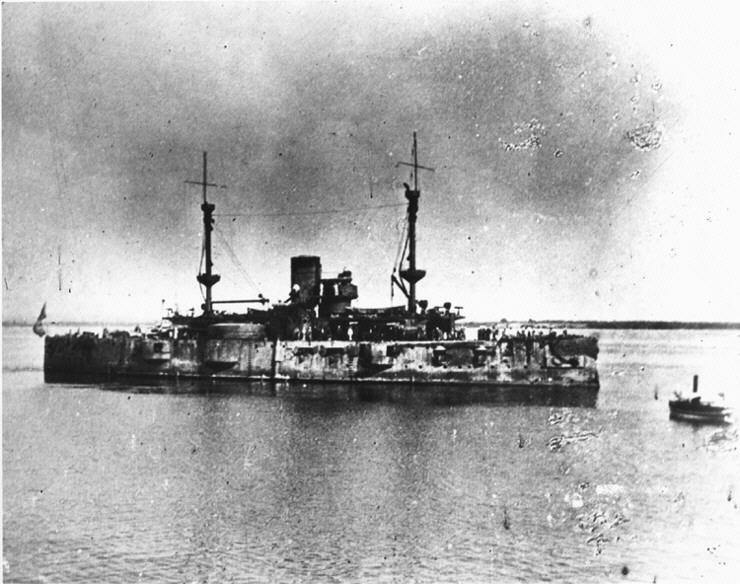
El Texas en aguas cubanas, mayo-julio de 1898.

Temprano en la primavera, estalló la guerra entre Estados Unidos y España por las condiciones en Cuba y la supuesta destrucción española del acorazado Maine en el puerto de La Habana en febrero de 1898. El 18 de mayo, bajo el mando del capitán JW Philip, el Texas estaba en Key West, preparándose para enjuiciar esa guerra. El 21 de mayo, el acorazado llegó desde Cienfuegos, Cuba, con el Escuadrón Volador para bloquear la costa cubana. Después de regresar a Key West en busca de carbón, el Texas llegó a Santiago de Cuba el 27 de mayo. El Texas patrulló desde ese puerto hasta el 11 de junio, cuando realizó una misión de reconocimiento a la bahía de Guantánamo en apoyo de los desembarcos de los marines allí. Al día siguiente, el Texas desembarcó tres cañones de campaña y dos ametralladoras M1895 Colt-Browning a petición del comandante expedicionario de los marines, el teniente coronel Robert W. Huntington. Durante las siguientes cinco semanas, el Texas patrullaba entre Santiago de Cuba y la bahía de Guantánamo. El 16 de junio, el buque de guerra se unió al crucero Marblehead para un bombardeo del fuerte en South Toro Cay en la bahía de Guantánamo. Los dos barcos abrieron fuego justo después de las 14:00 y cesaron el fuego aproximadamente una hora y 16 minutos después, habiendo reducido el fuerte a la impotencia. 
El 3 de julio, navegaba desde Santiago de Cuba cuando la Flota Española bajo el almirante Cervera intentó escapar de la flota estadounidense. El Texas enfrentó a cuatro de las naves enemigas bajo fuego inmediatamente. Mientras la batería principal del acorazado golpeaba a los cruceros acorazados Vizcaya y Cristóbal Colón, su batería secundaria se unió a los USS Iowa, USS Gloucester e USS Indiana, para hundir a los dos destructores. Los dos destructores españoles se salieron de la acción rápidamente y se hundieron uno tras otro, los buques de guerra enemigos más grandes sucumbieron al fuego combinado de la Flota estadounidense y cada uno, a su vez, se desvió hacia la costa y se encasilló. Así, el Texas y los otros buques del Escuadrón Volador aniquilaron a la flota española. El Texas fue levemente dañado durante la batalla por un proyectil de alto poder explosivo de 6 pulgadas (152 mm) que impactó en el costado de estribor por encima de la cubierta principal, justo delante del polipasto. Fragmentos del proyectil dañaron gravemente el polipasto de cenizas y destruyeron las puertas de ambos pozos de aire y los mamparos adyacentes. Las astillas también acribillaron gran parte de la estructura adyacente. La derrota de la flota de Cervera ayudó a sellar la ruina de Santiago de Cuba. 

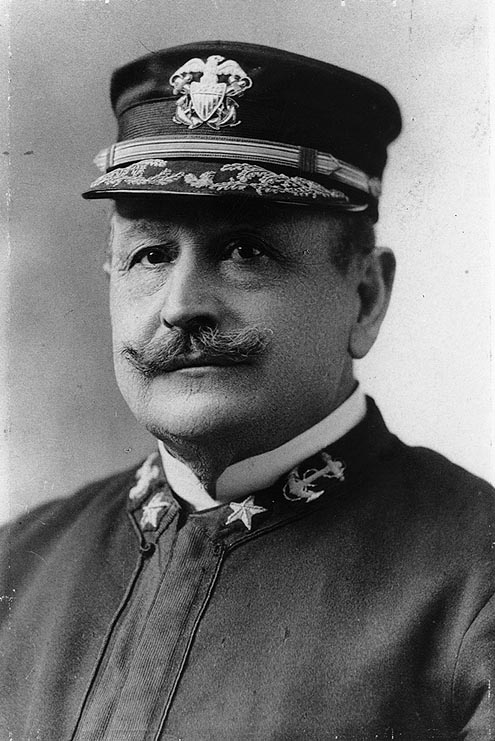
John Woodward Philip, comandante del Texas en la guerra hispano-estadounidense.

La ciudad cayó ante las fuerzas estadounidenses sitiadoras el 17 de julio, justo dos semanas después de la victoria naval estadounidense El día después de la rendición en Santiago, España buscó la paz a través de los buenos oficios del gobierno francés. Incluso antes de que se firmara el protocolo de paz en Washington D. C., el 12 de agosto, los buques estadounidenses comenzaron a regresar a sus puertos. El Texas llegó a Nueva York el 31 de julio. El 10 de agosto de 1898 se promovió al capitán Philip a coodoro. A fines de noviembre, el Texas se trasladó al sur de Hampton Roads donde llegó el 2 de diciembre. El buque de guerra reanudó su rutina de paz patrullando la costa atlántica de los Estados Unidos. Aunque su principal campo de operaciones se centró nuevamente en la costa nororiental, también realizó visitas periódicas a lugares como San Juan, Puerto Rico y La Habana, Cuba, donde su tripulación podía ver algunos de los resultados de su propio equipo. los esfuerzos de la nave en la guerra reciente ".

## Servicio de posguerra

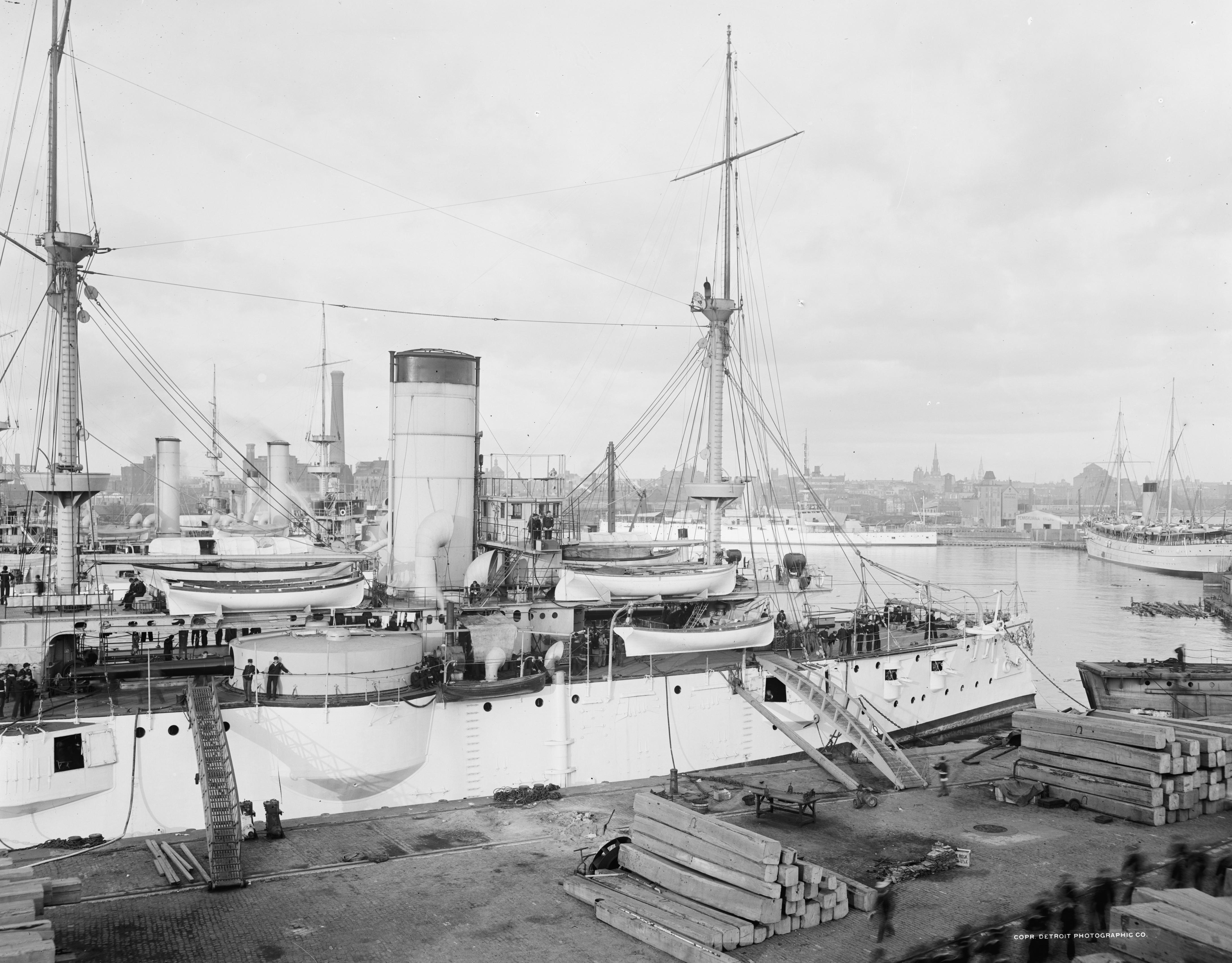
El USS Texas en Brooklyn Navy Yard, alrededor de 1903.

El Texas fue dado de baja para un largo reacondicionamiento el 3 de noviembre de 1900 en el Norfolk Navy Yard, pero se le encargó nuevamente el 3 de noviembre de 1902. Durante este reacondicionamiento, su chimenea y mástiles fueron elevados. Además, la protección de sus polipastos de munición de 12 pulgadas (300 mm) se duplicó y sus tubos lanzatorpedos fueron retirados. En un viaje a Nueva Orleans, Luisiana, en febrero de 1904, el Texas solo podía hacer 13,9 nudos (25,7 km / h; 16,0 mph) a tiro forzado. Durante 1904 se mejoró su armamento, cuando intercambió sus cuatro cañones de 6 pulgadas (150 mm) con cañas de 30 calibres por cañones más potentes con cañas de 35 calibres y se removieron dos cañones de una libra. El Texas sirvió como buque insignia para el Escuadrón de la Costa hasta 1905, y se le asignó después de que su comandante movió su bandera.

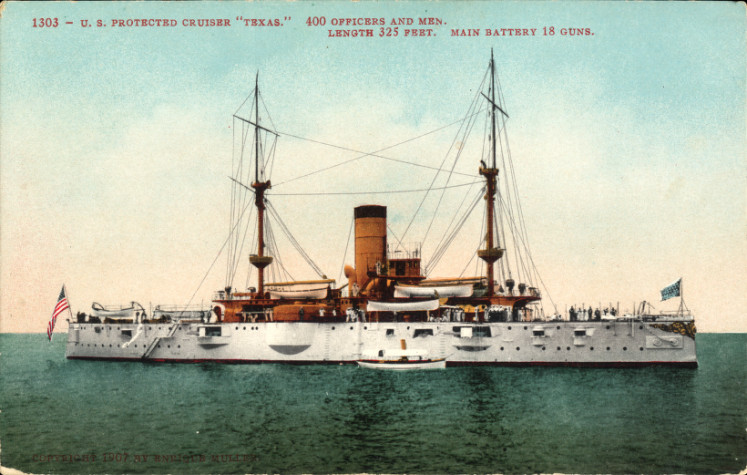
Crucero protegido Texas (postal, alrededor de 1907).

El Texas fue desmantelado brevemente entre el 11 de enero de 1908 y el 1 de septiembre de 1908. En 1908 se había convertido en el barco de la estación en Charleston, Carolina del Sur. En 1910, había perdido su cañón rotativo de 37 mm (1,5 in) y un cañón más de una libra a cambio de dos cañones adicionales de seis libras. Considerado obsoleto en 1911, fue relegado para ser utilizado como blanco de artillería permitir que la Armada evaluara los efectos de los proyectiles modernas en las partes blindadas y no blindadas del barco, las probabilidades de impactos submarinos y sus profundidades, los efectos de las cargas de choque en las tuberías, etc., la inflamabilidad de los accesorios del barco y la dirección en qué proyectiles apuntaban cuando impactaban a larga distancia. Como parte de esta evaluación, estaba completamente equipado y solo se retiraron los artículos que normalmente se habrían permitido quitar antes de la acción y los elementos que se le agregaron para servir como una estación de barco. Los maniquíes también fueron amañados para evaluar los efectos de los disparos de artillería en la tripulación. No está claro si su munición y pólvora permanecieron a bordo para las pruebas. Preparar al Texas para esas pruebas costó $ 29 422,70.

## San Marcos
El 15 de febrero de 1911, su nombre fue cambiado a San Marcos para permitirle asignar el nombre Texas al acorazado No. 35. Fue hundido como blanco naval en aguas poco profundas en el estrecho de Theang en la bahía de Chesapeake los días 21 y 22 de marzo de 1911 por disparos del acorazado USS New Hampshire. No se realizó ningún examen detallado después, pero se observó que había tantos agujeros debajo de la línea de flotación que el agua en los compartimientos delantero y trasero generalmente tomaba el movimiento del agua exterior. El interior sobre la línea de flotación generalmente se demolió. Fue utilizado como objetivo para un experimento con torpedos el 6 de abril. "El 10 de octubre de 1911, su nombre fue borrado del Registro Naval de Embarcaciones". Un mástil de jaula, un duplicado de los utilizados en los dreadnought Clase Florida, fue construido encima de los restos del San Marcos en 1912 y probado contra proyectiles de 305 mm (12 pulgadas) proyectiles disparados por el monitor USS Tallahassee (BM-9) desde un alcance de 910 m (1000 yardas) el 21 de agosto de 1912. 
Aunque el mástil había sido derribado por nueve impactos, se consideró que había resistido el fuego excesivamente bien. El San Marcos fue utilizado para la práctica de artillería durante la Segunda Guerra Mundial, aunque generalmente como ancla para un blanco de pantalla de lona. Asentado a una profundidad de 3 metros debajo de la superficie y marcado con una boya sin iluminación, fue responsable del hundimiento del buque de carga Lexington en 1940 después de una colisión. Se usaron toneladas de explosivos para demoler su superestructura y empujar su casco profundamente en el lodo; para enero de 1959, tuvieron éxito y permanece allí hoy.